# Trifluridine/tipiracil
 (juin 2023).
La trifluridine/tipiracil, commercialisée sous le nom princeps Lonsurf, est une association médicamenteuse à dose fixe utilisée comme traitement du cancer colorectal métastatique ou du cancer gastrique, après échec de la chimiothérapie et des thérapeutiques ciblées,. Elle consiste en une combinaison de deux ingrédients pharmaceutiques actifs : la trifluridine, un analogue nucléosidique, et le tipiracil, un inhibiteur de la thymidine phosphorylase,. Le tipiracil empêche le métabolisme de la trifluridine, augmentant fortement la biodisponibilité de la trifluridine.
Les effets secondaires les plus courants comprennent la neutropénie, les nausées, la fatigue et l'anémie,,.

## Utilisations médicales
Il est parfois utilisé en troisième ou quatrième ligne de traitement du cancer colorectal métastatique ou du cancer gastrique, après une chimiothérapie et une thérapie ciblée,,.

## Contre-indications
Cette association a causé des dommages aux fœtus des animaux gravides et n'a pas été testée chez les femmes enceintes. Comme la plupart des chimiothérapies cytologiques, les femmes enceintes ne doivent pas en prendre ni tomber enceintes pendant qu'elles le prennent.

## Effets indésirables
La combinaison est fortement myélosuppressive, ce qui entraîne une diminution du nombre de globules rouges, de globules blancs et de plaquettes, de sorte que les personnes qui en prennent sont à risque d'infections, d'anémie et d'hémorragies par manque de coagulation. Il provoque également des problèmes digestifs, plus de 10 % des personnes souffrant de perte d'appétit, de diarrhée, de nausées et de vomissements. Plus de 10 % des personnes souffrent d'asthénie et de fièvre,.
Entre 1 et 10 % des personnes présentent des problèmes cutanés, comme des éruptions cutanées et des démangeaisons, ou des plaies dans la bouche, ainsi qu'une desquamation de la peau comme un syndrome de Lyell, un engourdissement, une rougeur et un gonflement des paumes et des plantes. Les étourdissements et la confusion sont également fréquents.

## Pharmacologie

### Mécanisme d'action

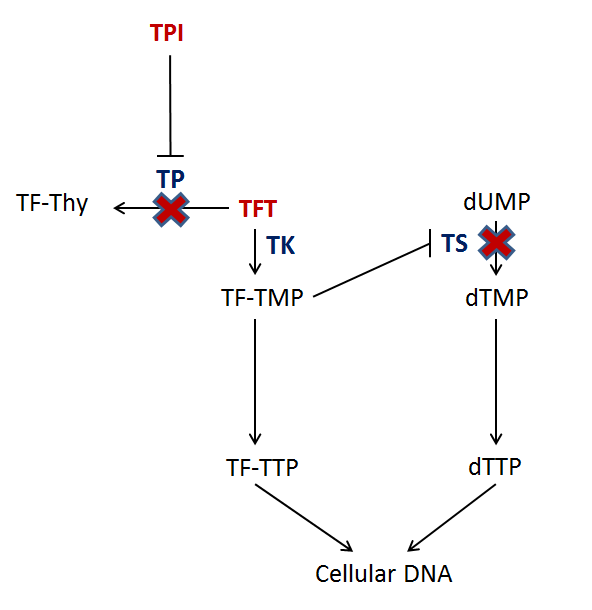
Mécanisme d'action schématisé.

Le médicament est composé de la cytotoxine trifluridine et du tipiracil, inhibiteur de la thymidine phosphorylase (TPI). La trifluridine est incorporée dans l'ADN lors de la synthèse de l'ADN et inhibe la croissance des cellules tumorales. La trifluridine (TFT) est incorporée dans l'ADN par phosphorylation par la thymidylate kinase (TK) en TF-TMP ; TF-TMP se lie ensuite de manière covalente à la tyrosine 146 du site actif de la thymidylate synthase (TS), inhibant l'activité de l'enzyme. La TS est vitale pour la synthèse de l'ADN car c'est une enzyme impliquée dans la synthèse du désoxynucléotide thymidine triphosphate (dTTP). L'inhibition de TS épuise la cellule de dTTP et provoque une accumulation de désoxyuridine monophosphate (dUMP), ce qui augmente la probabilité que l'uracile soit mal incorporé dans l'ADN. De plus, les phosphorylations ultérieures de TF-TMP provoquent une augmentation de la concentration de TF-TTP dans la cellule, ce qui entraîne son incorporation dans l'ADN. Même si le mécanisme exact de la façon dont TFT provoque des dommages à l'ADN n'est pas complètement compris, on émet l'hypothèse que l'incorporation de TF-TTP dans l'ADN conduit à la formation de ruptures de brins d'ADN.
Le tipiracil empêche la dégradation de la trifluridine via la thymidine phosphorylase (TP) lorsqu'il est pris par voie orale, notamment au niveau des bactéries de la flore gastro-intestinale, et possède également des propriétés anti-angiogéniques,,.